# Arkkuvuori
Arkkuvuori är en kulle i Finland.   Den ligger i den ekonomiska regionen  Åbo ekonomiska region  och landskapet Egentliga Finland, i den sydvästra delen av landet, 170 km väster om huvudstaden Helsingfors. Toppen på Arkkuvuori är 30 meter över havet. Arkkuvuori ligger på ön Rimito.
Terrängen runt Arkkuvuori är platt. Havet är nära Arkkuvuori åt sydväst. Runt Arkkuvuori är det glesbefolkat, med 14 invånare per kvadratkilometer. Närmaste större samhälle är Nådendal, 14,0 km nordost om Arkkuvuori. 